# Helm (bloem)

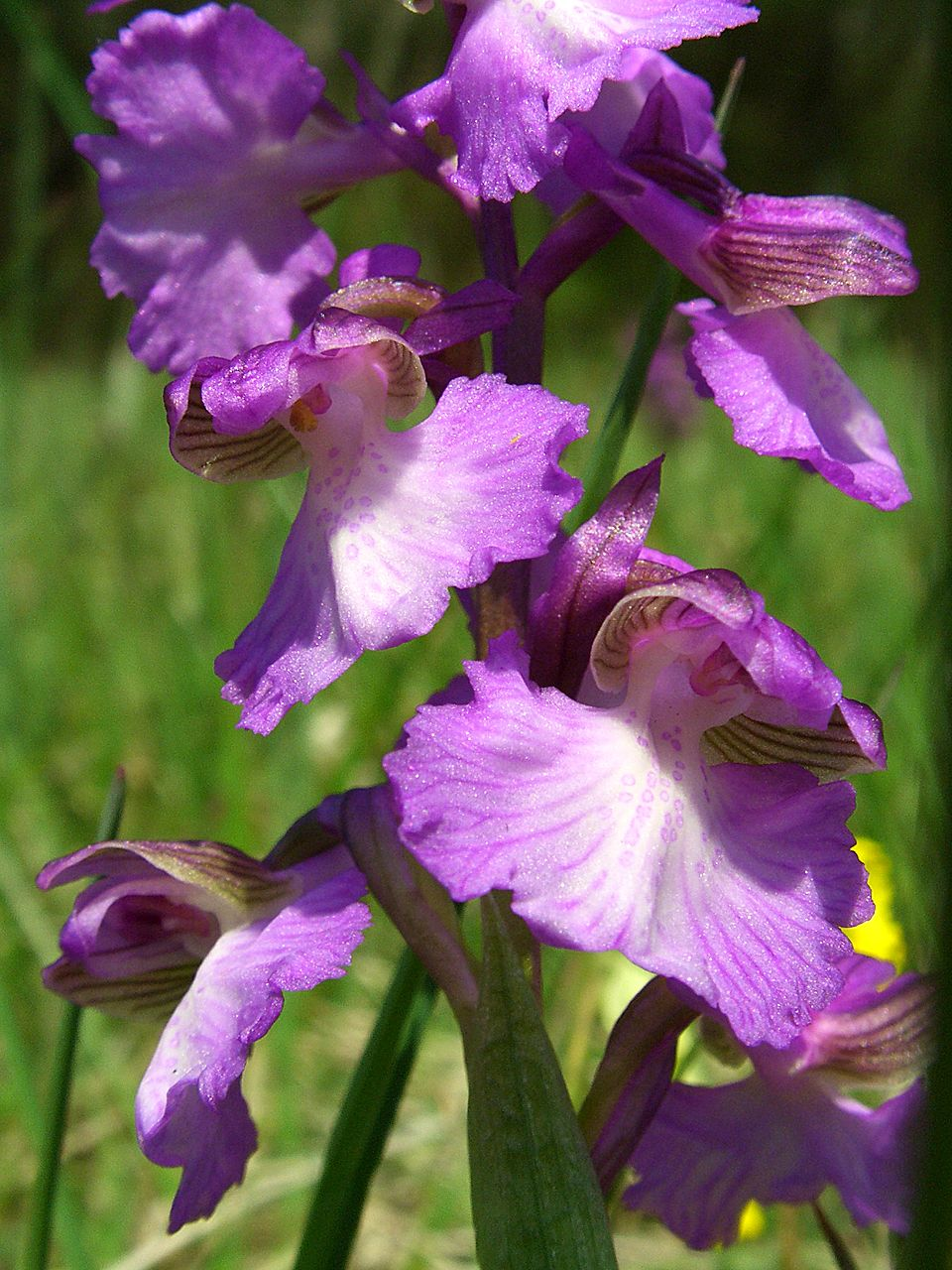
Bloem van de orchidee harlekijn (Anacamptis morio). De drie kelkbladen en twee bovenste kroonbladen zijn samengeplooid tot een helm die een afdakje vorm boven de bloemlip.

Een helm is in de plantenmorfologie een overhangend deel van de bloem dat dient om het inwendige van de bloem te beschermen tegen de neerslag, wind of ongewenste indringers.
De helm wordt meestal gevormd door een of meer kroon- en kelkbladen die samengeplooid of samengegroeid zijn. 
Een helm komt voor bij onder andere de orchideeën.